# واترپلو آرنا
 واترپلو آرنا  (به انگلیسی: Water Polo Arena) ورزشگاهی در شهر لندن است که مخصوص مسابقات واترپلو ساخته شده و بخشی از مجموعه المپیک پارک لندن است.
این ورزشگاه که مخصوص بازی‌های المپیک تابستانی ۲۰۱۲ برای برگزاری مسابقات واترپلو طراحی شده در بهار سال ۲۰۱۱ میلادی شروع به ساخت شده است. مرکز ورزش‌های آبی لندن در مجاورت این سالن قرار دارد.